# Idiops germaini
Idiops germaini là một loài nhện trong họ Idiopidae.
Loài này thuộc chi Idiops. Idiops germaini được Eugène Simon miêu tả năm 1892.